# Pentagon Papers (film)
Pour les articles homonymes, voir Paper, Pentagon Papers et Post.
Pour plus de détails, voir Fiche technique et Distribution.
Pentagon Papers (The Post), ou Le Post au Québec, est un film historique américano-indien réalisé par Steven Spielberg, sorti en 2017.
Le film est inspiré de faits authentiques : la publication des Pentagon Papers par le New York Times puis le Washington Post au début des années 1970. Cette expression désigne le document United States-Vietnam Relations, 1945-1967: A Study Prepared by the Department of Defense (« Relations entre les États-Unis et le Viêt Nam, 1945-1967 : une étude préparée par le département de la Défense »), soit plus de sept mille pages top secret dévoilant l'implication politique et militaire des États-Unis dans la guerre du Viêt Nam, qui durera de 1955 à 1975.
Considéré comme « un grand film sur la liberté de la presse » et un symbole du journalisme d'investigation, il est dédié à la réalisatrice Nora Ephron, morte en 2012.

## Synopsis
En 1965, l'analyste Daniel Ellsberg se rend sur le front de la guerre du Viêt Nam pour y observer l'avancement des troupes américaines, pour le compte du secrétaire à la Défense, Robert McNamara. À McNamara qui lui demande son ressenti de terrain dans l'avion du retour, Ellsberg répond que l'envoi de renforts de 100 000 hommes n'a en rien amélioré une situation délicate, et McNamara l'approuve. Mais lorsqu'il est accueili par les journalistes, McNamara développe un discours lénifiant sur les progrès militaires.
En 1971, Daniel Ellsberg, qui travaille désormais pour RAND Corporation (une institution de conseil militaire), décide de photocopier secrètement un rapport sur l'évolution du conflit au Viêt Nam, depuis la présidence de Harry S. Truman en 1945 jusqu'en 1967, révélant le double discours des différentes administrations américaines sur les chances de victoire des États-Unis : les gouvernements successifs, peu à peu convaincus que la guerre ne pouvait être gagnée, ont caché au peuple américain la réalité de l'enlisement du conflit.
Daniel Ellsberg divulgue clandestinement ses informations au journaliste Neil Sheehan du New York Times. Le journal sort quelques articles, mais doit interrompre la publication sur décision de justice. Celle-ci a été saisie par l'administration Nixon, ces informations étant classées secret défense.
D'abord sur la touche, le Washington Post récupère le scoop et des milliers de pages des Pentagon Papers, grâce à la motivation de son rédacteur en chef, Benjamin Bradlee et au contact d'un journaliste, Ben Bagdikian, avec Ellsberg. Bradlee pousse la propriétaire du journal, Katharine Graham, à publier les documents.
Cette dernière est face à un cas de conscience, voyant bien l'importance de la publication, mais aussi les risques judiciaires et financiers qu'elle ferait courir au journal et à ses dirigeants. Elle doit faire face à un conseil d'administration très hostile au projet, et tenir compte de l'entrée en bourse de son journal, alors en cours, qui pourrait capoter, sans compter les liens d'amitié qui la lient à McNamara. Seule femme dans ce monde d'hommes, elle tient pourtant tête à tous ceux que la publication dérange ou effraye et donne son feu vert. L'ensemble de la presse reprend alors les informations du Post.
La Cour suprême est saisie. Elle doit arbitrer entre la liberté de la presse, instaurée par le 1er amendement de la constitution des États-Unis, défendues par les équipes du Washington Post et du New York Times, et la protection du secret d'État, exigée par le gouvernement fédéral. La Cour suprême dans l'arrêt New York Times Co. v. United States, statue en faveur de la liberté de la presse, qui « doit être au service des gouvernés et non des gouvernants ». Nixon est furieux et jure qu'aucun journaliste du Post ne mettra plus les pieds à la Maison-Blanche.
La scène finale montre l'immeuble du Watergate de nuit l'année suivante et les cambrioleurs du Comité national démocrate au travail : le scandale du Watergate commence, il aboutira à la procédure de destitution du président Nixon et à sa démission en 1974.

## Fiche technique
Sauf indication contraire, les informations mentionnées dans cette section peuvent être confirmées par les bases de données cinématographiques IMDb et Allociné,  présentes dans la section « Liens externes ».
- Titre original : The Post
- Titre français : Pentagon Papers
- Titre québécois : Le Post[2]
- Réalisation : Steven Spielberg
- Scénario : Liz Hannah et Josh Singer
- Musique : John Williams
- Direction artistique : Kim Jennings et Deborah Jensen
- Décors : Rick Carter
- Costumes : Ann Roth
- Photographie : Janusz Kamiński
- Son : Jason Chiodo, Brian Chumney, Richard Hymns, Tom Lalley, Tom Myers, Andy Nelson, Gary Rydstrom, Seva Solntsev
- Montage : Sarah Broshar et Michael Kahn
- Production : Kristie Macosko Krieger, Amy Pascal et Steven Spielberg
  - Production déléguée : Tom Karnowski, Josh Singer, Adam Somner, Tim White et Trevor White
  - Production associée : Ben Lusthaus
  - Coproduction : Liz Hannah et Rachel O'Connor
- Sociétés de production :
  - États-Unis : Amblin Entertainment, Pascal Pictures, Participant et Star Thrower Entertainment, en association avec TSG Entertainment, présenté par Dreamworks Pictures et Twentieth Century Fox
  - Inde : présenté par Reliance Entertainment
- Sociétés de distribution : Twentieth Century Fox (États-Unis, Canada) ; 20th Century Fox India (Inde) ; Universal Pictures International (France, Suisse romande) ; Starway Film Distribution (Belgique)[3]
- Budget : 50 millions USD [4],[5]
- Pays de production :  États-Unis,  Inde
- Langue originale : anglais
- Format : couleur — 35 mm — 1,85:1 (Panavision) — son Dolby Digital / Dolby Surround 7.1 / SDDS
- Genre : drame, historique, biographie, thriller, guerre
- Durée : 116 minutes
- Dates de sortie[6] :
  - États-Unis : 22 décembre 2017 (sortie limitée), 4 janvier 2018 (Festival international du film de Palm Springs), 12 janvier 2018 (sortie nationale)
  - Québec[2], Inde : 12 janvier 2018
  - France, Belgique, Suisse romande : 24 janvier 2018[7],[8],[9]
- Classification[10] :
  - États-Unis : accord parental recommandé, film déconseillé aux moins de 13 ans (PG-13 - Parents Strongly Cautioned)[N 1]
  - Inde : accord parental pour les moins de 14 ans (contenant des scènes ou des paroles équivoques) (U/A - Unrestricted Public Exhibition - With Parental Guidance)
  - France : tous publics[11]
  - Belgique : tous publics (Alle Leeftijden)[8]
  - Suisse romande : interdit aux moins de 10 ans[12]
  - Québec : tous publics (G - General Rating)[2]

## Distribution
- Meryl Streep (VF : Frédérique Tirmont ; VQ : Marie-Andrée Corneille) : Katharine « Kay » Graham
- Tom Hanks (VF : Jean-Philippe Puymartin ; VQ : Tristan Harvey) : Benjamin Bradlee
- Sarah Paulson (VF : Elsa Lepoivre ; VQ : Mélanie Laberge) : Antoinette « Tony » Pinchot Bradlee
- Bob Odenkirk (VF : Gérard Darier ; VQ : François Sasseville) : Ben Bagdikian (en)
- Tracy Letts (VF : Guy Chapellier ; VQ : Daniel Picard) : Fritz Beebe
- Bradley Whitford (VF : Nicolas Marié ; VQ : Jacques Lavallée) : Arthur Parsons
- Bruce Greenwood (VF : Éric Legrand ; VQ : Marc Bellier) : Robert McNamara
- Matthew Rhys (VF : Thomas Roditi ; VQ : Patrice Dubois) : Daniel Ellsberg
- Alison Brie (VF : Julia Faure ; VQ : Catherine Proulx-Lemay) : Lally Weymouth (en)
- Carrie Coon (VF : Magali Bonfils ; VQ : Émilie Bibeau) : Meg Greenfield (en)
- Jesse Plemons (VF : Eilias Changuel ; VQ : Maël Davan-Soulas) : Roger Clark
- David Cross (VF : Christophe Lemoine ; VQ : Gilbert Lachance) : Howard Simons (en)
- Zach Woods (VF : Mathias Kozlowski ; VQ : Adrien Bletton) : Anthony Essaye
- Pat Healy (VF : Sylvain Agaësse ; VQ : Jean-Jacques Lamothe) : Philip L. Geyelin (en)
- Justin Swain (en) : Neil Sheehan
- John Rue : Eugene Patterson (en)
- Rick Holmes (VF : Pierre Tessier) : Murray Marder
- Philip Casnoff (VF : Laurent Natrella ; VQ : Yves Soutière) : Chalmer Roberts
- Jessie Mueller (VF : Anne-Laure Gruet ; VQ : Rose-Maïté Erkoreka) : Judith Martin (en)
- Stark Sands : Donald E. Graham
- Brent Langdon : Paul Robert Ignatius (en)
- Michael Stuhlbarg (VF : Vincent Ropion ; VQ : Frédéric Desager) : Abe Rosenthal (en)
- Christopher Innvar : James L. Greenfield (en)
- James Riordan (VF : Jean-François Lescurat) : le vice-amiral Joseph Francis Blouin
- Peter Van Wagner (en) (VF : Patrice Dozier) : Harry Gladstein
- Kelly AuCoin : le procureur général Maroney
- Cotter Smith : William Macomber
- Curzon Dobell (VF : Stefan Godin ; VQ : Denis Mercier) : Richard Nixon
- Annika Boras (VF : Sylvie Ferrari) : Mme Alsop
- Michael Cyril Creighton (VF : Jérôme Wiggins) : Jake
- Coral Pena (VF : Flora Kaprielian) : Nancy
- Sasha Spielberg : la femme anonyme déposant le paquet

- Version québécoise :
  -  Direction artistique : Maël Davan-Soulas

 Source et légende : version française (VF) sur RS Doublage

## Production

### Genèse et développement
Amy Pascal, ancienne présidente de Sony Pictures Entertainment jusqu'en 2015, acquiert en octobre 2016 les droits d'un scénario écrit par Liz Hannah.
En mars 2017, il est annoncé que Steven Spielberg est en négociations pour mettre en scène et produire le film, alors intitulé The Post. Le titre sera ensuite changé en The Papers avant d'être à nouveau nommé The Post en août 2017.
Steven Spielberg développe et tourne ce film durant la longue postproduction du film de science-fiction Ready Player One, qui nécessite beaucoup d'effets spéciaux numériques.

### Attribution des rôles
En mars 2017, Tom Hanks et Meryl Streep sont annoncés dans les rôles respectifs de Benjamin Bradlee et Katharine Graham. Si l'actrice tourne pour la première fois avec Steven Spielberg, il s'agit de la 5e collaboration entre Tom Hanks et le réalisateur, après Il faut sauver le soldat Ryan (1998), Arrête-moi si tu peux (2002), Le Terminal (2004) et Le Pont des espions (2015).
La distribution s'étoffe ensuite avec l'arrivée d'Alison Brie, Carrie Coon, David Cross, Bruce Greenwood, Tracy Letts, Bob Odenkirk, Sarah Paulson, Jesse Plemons, Matthew Rhys, Michael Stuhlbarg, Bradley Whitford et Zach Woods.

### Tournage
Le tournage débute à New York le 30 mai 2017. Il a lieu également à White Plains, également dans l'État de New York.

### Musique
Albums de John Williams
Star Wars, épisode VIII : Les Derniers Jedi
(2017) Star Wars, épisode IX : L'Ascension de Skywalker
(2019)
La musique originale du film est l'œuvre de John Williams, collaborateur très fidèle de Steven Spielberg. Le compositeur a préféré se concentrer sur la musique de ce film et a ainsi laissé sa place sur le film suivant du réalisateur produit peu de temps après, Ready Player One (2018), où il est remplacé par Alan Silvestri.
| Liste des titres | Liste des titres                     | Liste des titres | Liste des titres | Liste des titres | Liste des titres | Liste des titres | Liste des titres | Liste des titres | Liste des titres |
| No               | Titre                                | Durée            |                  |                  |                  |                  |                  |                  |                  |
| ---------------- | ------------------------------------ | ---------------- | ---------------- | ---------------- | ---------------- | ---------------- | ---------------- | ---------------- | ---------------- |
| 1.               | The Papers                           | 3:56             |                  |                  |                  |                  |                  |                  |                  |
| 2.               | The Presses Roll                     | 5:01             |                  |                  |                  |                  |                  |                  |                  |
| 3.               | Nixon's Order                        | 1:47             |                  |                  |                  |                  |                  |                  |                  |
| 4.               | The Oak Room, 1971                   | 1:46             |                  |                  |                  |                  |                  |                  |                  |
| 5.               | Setting the Type                     | 2:34             |                  |                  |                  |                  |                  |                  |                  |
| 6.               | Mother and Daughter                  | 3:23             |                  |                  |                  |                  |                  |                  |                  |
| 7.               | Scanning the Papers                  | 2:23             |                  |                  |                  |                  |                  |                  |                  |
| 8.               | Two Martini Lunch                    | 2:34             |                  |                  |                  |                  |                  |                  |                  |
| 9.               | Deciding to Publish                  | 5:42             |                  |                  |                  |                  |                  |                  |                  |
| 10.              | The Court's Decision and End Credits | 11:04            |                  |                  |                  |                  |                  |                  |                  |
| 40:10            |                                      |                  |                  |                  |                  |                  |                  |                  |                  |

## Accueil

### Sortie
Le film connait d'abord une sortie limitée aux États-Unis le 22 décembre 2017, avant une sortie nationale le 12 janvier 2018. En France, le film sort le 24 janvier 2018.

### Accueil critique
Le film reçoit des critiques plutôt positives aux États-Unis. Sur l'agrégateur Rotten Tomatoes, il obtient 88% d'opinions favorables pour 409 critiques et une note moyenne de 7,9⁄10. Sur Metacritic, Pentagon Papers décroche une note moyenne de 83⁄100 pour 51 critiques.
En France, le site Allociné propose une note moyenne de 4,2⁄5 à partir de l'interprétation de critiques provenant de 37 titres de presse.
La presse est plutôt enthousiaste. Pour Le Figaro, « Meryl Streep fait vibrer Pentagon Papers d'une humanité captivante. Leur pari audacieux est un suspense qui repose sur deux mots-clefs : la conscience et la confiance. ». Selon Le Monde, Spielberg « met en scène un idéal de transparence. ». Pour Télérama, « Meryl Streep habite avec une étonnante douceur cette patronne atypique, tiraillée entre les exigences de son milieu, la haute société politico-financière et ses valeurs morales. Face à elle, Tom Hanks a rarement été aussi convaincant ».
Le film est classé no 6 du Top 10 2018 des Cahiers du Cinéma.

### Box-office
| Pays ou région    | Box-office        | Date d'arrêt du box-office | Nombre de semaines |
| ----------------- | ----------------- | -------------------------- | ------------------ |
| États-Unis Canada | 81 903 458 USD    | 17 mai 2018                | 21                 |
| France            | 1 338 048 entrées | 10 avril 2018              | 11                 |
| Total mondial     | 193 764 664 USD   | -                          | -                  |

## Distinctions principales
Source et distinctions complètes : Internet Movie Database

### Récompenses
- American Film Institute Awards 2018 : Top 10 des films de l'année

### Nominations
- Golden Globes 2018 : 
  - meilleur film dramatique
  - meilleur réalisateur pour Steven Spielberg
  - meilleur scénario pour Liz Hannah et Josh Singer
  - meilleur acteur dans un film dramatique pour Tom Hanks
  - meilleure actrice dans un film dramatique pour Meryl Streep
  - meilleure musique pour John Williams
- Oscars 2018 :
  - meilleur film
  - meilleure actrice pour Meryl Streep

## Éditions en vidéo
- En France, le film Pentagon Papers est sorti en en VOD le 23 mai 2018[7], puis en DVD et Blu-ray le 29 mai 2018[29],[30]
- Au Québec, le film est sorti en DVD / Blu-ray le 17 avril 2018[31].